# Bělá pod Bezdězem
Bělá pod Bezdězem è una città della Repubblica Ceca facente parte del distretto di Mladá Boleslav, in Boemia Centrale.
La città venne fondata nel 1264.